# إدوارد ويستون
كان إدوارد هنري ويستون (من 24 من مارس 1886م حتى 1 من يناير 1958م) مصورًا فوتوغرافيًا أمريكيًا عاش في القرن العشرين. قالوا عنه أنه «واحد من أكثر مصوري الفوتوغرافيا الأمريكيين إبداعًا وتأثيرًا...»«وهو من أكثرهم إتقانًا لعمله في القرن العشرين.» على مدار حياته المهنية التي استمرت لأكثر من أربعين عامًا، قام بتصوير مجموعة هائلة من الأشياء بما فيها المناظر الطبيعية والأجسام الجامدة والصور الزيتية العارية، وبورتريهات، ومشاهد نوعية وحتى المحاكاة الساخرة غريبة الأطوار. ويُقال أنه أبدع «منهج المثالية الأمريكي وخاصةً الكاليفورني في التصوير الحديث» وهذا بسبب اهتمامه بالناس والأماكن في غرب أمريكا. في عام 1937، كان ويستون أول مصور فوتوغرافي يحصل على زمالة جوجينهايم وفي خلال السنتين التاليتين أبدع نحو 1,400 صورة سلبية مستخدمًا بذلك آلة تصوير 8 × 10. وأخذ ويستون أشهر صُوَره لأشجار وصخور في بوينت لوبوس بكاليفورنيا بالقرب من مسكنه الذي أقام فيه لعدة سنوات.
وُلِدَ إدوارد ويستون في شيكاغو ثم انتقل إلى كاليفورنيا عندما أتم 21 من عمره. ولطالما عُرِفَ منذ صغره أنه يرغب في أن يصبح مصورًا فوتوغرافيًا. وفي البداية كانت أعماله مثالاً على أسلوب التصوير بتقنية التركيز الناعم (هي تقنية في التصوير تجعل الصورة غير واضحة جزئيًا لتضفي لمسة رومانسية) التي كانت مشهورة في ذلك الوقت. وتخلى عن هذا الأسلوب بعد سنواتٍ قليلة ليصبح واحدًا من أكثر المصورين الفوتوغرافيين تفوقًا في تصوير صور عالية الدقة والتفاصيل.
وفي عام 1947 أُصيب بـمرض باركنسون (الشلل الرعاش) وتوقف عن التصوير بعدها بقليل. وقضى السنوات العشر الأخيرة من حياته يتابع طباعة أكثر من 1000 صورة من أشهر أعماله.

## وصلات خارجية
- إدوارد ويستون على موقع IMDb (الإنجليزية)
- إدوارد ويستون على موقع الموسوعة البريطانية (الإنجليزية)
- إدوارد ويستون على موقع ميوزك برينز (الإنجليزية)
- إدوارد ويستون على موقع ديسكوغز (الإنجليزية)
- إدوارد ويستون على موقع قاعدة بيانات الفيلم (الإنجليزية)

- A brief biography from the Getty Museum
- edward-weston.com
- Center for Creative Photography, University of Arizona, Tucson, AZ
- kimweston.com
- carawestonphotography.com
- Edward Weston's portfolio (138 photos)
- Peppers and Nudes: The Photographer Edward Weston[وصلة مكسورة]
- A Gallery for Fine Photography
- Eloquent Nude: The Love and Legacy of Edward Weston & Charis Wilson
- All Edward Weston Images Online Center for Creative Photography (CCP) CCP at the University of Arizona has released a digital catalog of all Weston's images.
- Edward Weston: The Photographer (1948 movie) @ weusefilm[وصلة مكسورة]
- Ben Maddow "Edward Weston Lecture" The Baltimore Museum of Art: Baltimore, Maryland, 1976 Accessed June 26, 2012